# Comabella
Comabella es una localidad española de la provincia de Lérida, situada en la comarca de la Segarra y perteneciente al municipio de Sant Guim de la Plana.

## Economía
La producción agrícola es principalmente de cereal de secano (cebada, trigo, etc.). Antiguamente, existía también cierta producción de legumbres.
Existe también presencia de ganadería porcina y vacuna.
Recientemente está apareciendo un cierto turismo vinculado a la caza.

## Historia
Las primeras noticias del lugar se remontan al siglo XI, existiendo vestigios de un antiguo castillo. A mediados del siglo XIX se integró en el municipio de Sant Guim de la Plana.
La localidad conserva la tipología medieval propia de muchos pueblos de la Segarra, con un núcleo circular, callejones interiores y una calle afuera por donde se sube al plano interior.
La iglesia está dedicada a San Salvador y la puerta de la misma lleva la fecha de 1818.

## Asociaciones
- Societat Recreativa Comabella